# MS Vale Brasil
MS Vale Brasil je največja ladja za razsuti tovor na svetu. Ima nosilnost 400.000 ton in se uporablja za prevoz rude iz Brazilije do Azije. Je prva izmed sedmih ladij naročenih pri južnokorejeski ladjedelnici Daewoo Shipbuilding & Marine Engineering in 12 pri kitajski Jiangsu Rongsheng Heavy Industries. Poleg tega bo zgrajenih še 16 ladij (skupaj 35) podobne velikosti (Valemax) v Kitajski in Južni Koreji.
Po specifikacijah približno ustreza razredu Chinamax, se pa v praksi uporablja oznaka
Valemax  Oznaka VLOC pomeni Very Large Ore Carrier - zelo velika ladja za prevoz rude.
Dolžina ladje je 362 metrov, 40 metrov manj kot kontejnerska Maersk Trojni E razred. Širina je 65 metrov, in grez 30,4 metrov. Gros tonaža je 198.980 GT.
Vale Brasil ima sedem prostorov za tovor z volumnom 219.980 kubičnih metrov. Nosilnost ladje je 402.347 ton. Ko je napolnjena nosi dovolj tovora za 11150 tovornjakov.. Zaradi velike globine je omejena globokovodna pristanišča v braziliji, Evropi in Kitajski. 

## Pogon
Ladjo poganja dvo MAN B&W 7S80ME-C8 z nizkimi obrati. Moč motorja je 29.260 kW (39.240 KM) pri 78 obratih na minuto. Pogonska gred je povezana direktno (brez reduktorja) na propeler s fiksnim vpadnim kotom krakov. Porabi 96,7 ton goriva na dan, kar na prvi pogled zgleda veliko, vendar na količino tovora prepeljanega in razdaljo, je to eden izmed najbolj energetsko učinkovitih prevozov. Zato je dobila nagrado Clean Ship of 2011. Vale Brasil izpušča 35% manj emisij za tono prepeljanega tovora. Potovalna hitrost je 15,4 vozlov (28,5 km/h; 17,7 mph)

## Rekord
Vale Brasil je precej večja kot prejšnji rekorder Berge Stahl v vsakem pogledu. Vale Brasil je 20 daljša, 1,5 metra širša in ima okrog 40.000 ton več nosilnosti. Berge je sicer naročil večjo ladjo od Berge Stahla, vendar še vedno manjšo od Vale Brasil.

## Tehnične specifikacije
- Tip: Ladja za razsuti tovor
- Tonaža: 198.980 GT; 67.993 NT;
- Nosilnost: 402.347 DWT
- Dolžina: 362,0 m (1187,7 ft)
- Širina: 65,0 m (213,3 ft)
- Ugrez: 	23,0 m (75,5 ft)
- Motor:  Dvotaktni dizel MAN B&W 7S80ME-C8 (29.260 kW)
- Pomožni motorji: 3 × Hyundai-HiMSEN 6H21/32 (3 × 1270 kW)
- Potisk: Propeler s fiksnim krakom
- Hitrost: 15,4 knots (28.5 km/h; 17.7 mph)
- Posadka: 33